# K3 League (2007–2019)
K3 League là giải đấu bóng đá nghiệp dư cao nhất của Hàn Quốc. Ra đời năm 2007, đây là hạng đấu thứ tư trong Hệ thống các giải bóng đá Hàn Quốc.

## Lịch sử
2007 là mùa giải đầu tiên của K3 League, với sự góp mặt của 10 đội bóng.
Mùa giải diễn ra theo thể thức hai lượt, mỗi đội sẽ thi đấu với đội khác một lần một lượt với tổng cộng 18 trận (9 trận mỗi lượt). Đội vô địch của hai giai đoạn, lần lượt là Hwasung Shinwoo Electronics FC và Seoul United, cùng với hai đội có thành tích tốt nhất trong bảng xếp hạng chung cuộc, Cheonan FC và Yongin FC, tham gia vào vòng chung kết. Seoul United đã giành chức vô địch, sau khi đánh bại Hwasung Shinwoo Electronics FC 3–0 chung cuộc.
Bốn đội tham dự vòng chung kết được tham dự FA Cup 2008.
Bảy câu lạc bộ mới đăng ký tham dự mùa 2008 trong khi đó câu lạc bộ Daegu Korea Powertrain rút lui trước khi giải đấu khởi tranh
Sau giai đoạn một của mùa 2008, Changwon United rút lui khỏi giải do vấn đề về tài chính. Kết thúc mùa 2008, Seoul Pabal FC đã phải ngừng hoạt động sau khi một vài cầu thủ của đội dính líu tới vụ án dàn xếp tỉ số.
Từ mùa 2009, có thêm ba câu lạc bộ mới đăng ký nâng tổng số đội lên 17.
Ngày 1 tháng 12 năm 2009, ban tổ chức thông báo Seoul Yangcheon FC, Yeonggwang FC và Chuncheon Citizen FC sẽ tham dự giải đấu từ mùa 2010. Chín đội dẫn đầu sẽ được tham dự FA Cup mùa giải sau đó. KFA cũng thông báo rằng sinh viên chưa tốt nghiệp sẽ không đủ tư cách thi đấu từ mùa giải 2012.
Ngày 15 tháng 1 năm 2010, KFA công bố lịch thi đấu mùa 2010. Seoul Yangcheon FC hoãn việc tham dự giải đấu tới mùa 2011. Jeonju Ongoeul FC rút lui và hiện đã giải thể.
K3 League được đổi tên thành Challengers League bắt đầu từ mùa 2011.
Mùa 2013 bắt đầu với một đội mới Hwaseong FC. Tuy nhiên Namyangju United FC rút lui và Bucheon FC 1995 rời giải đấu sau khi được phép thi được thi đấu tại K-League. Giải đấu còn 18 đội.
Tháng 1, 2014, vào ngày diễn ra buổi lễ bốc thăm lịch thi đấu, Asan United rút lui và có kế hoạch trở lại vào năm 2015. FC Uijeongbu, đội được thành lập cuối mùa 2013, gia nhập giải đấu năm 2014. Điều này có nghĩa vẫn có 18 đội tham dự giải đấu. Một thay đổi nhỏ khác được công bố một tuần trước khi giải đấu diễn ra. Tên của giải đấu, trong mùa 2014, được chính thức đổi từ Challenger League thành K3 League Challengers.
Tháng 1, 2015, để loại bỏ những nhầm lẫn với K League Challenge, giải đấu được đổi tên lại thành K3 League.

## Tên gọi của giải đấu
- 2007-2010: K3 League
- 2011-2013: Challengers League
- 2014: K3 Challengers League
- 2015-2019: K3 League

## Các câu lạc bộ
Dưới đây là 18 câu lạc bộ tham dự K3 League mùa 2015.

### Câu lạc bộ cũ
| Câu lạc bộ                   | Từ   | Tới                | Giải hiện tại   |
| ---------------------------- | ---- | ------------------ | --------------- |
| Daegu Korea Powertrain       | 2007 | 2007               | Giải thể        |
| Changwon United              | 2007 | 2008 (giai đoạn 1) | Giải thể        |
| Seoul Pabal FC               | 2007 | 2008               | Giải thể        |
| Jeonju Ongoeul FC            | 2008 | 2009               | Giải thể        |
| Samcheok Shinwoo Electronics | 2007 | 2010               | Giải thể        |
| Yongin Citizen               | 2007 | 2010               | Giải thể        |
| Bucheon FC 1995              | 2008 | 2012               | K League        |
| Namyangju United             | 2008 | 2012               | Giải thể        |
| Asan United                  | 2007 | 2013               | Chưa quyết định |

## Các đội vô địch

### Theo mùa giải
| Mùa giải | Vô địch          | Á quân                      |
| -------- | ---------------- | --------------------------- |
| 2007     | Seoul United     | Hwasung Shinwoo Electronics |
| 2008     | Yangju Citizen   | Hwasung Shinwoo Electronics |
| 2009     | FC Pocheon       | Gwangju Gwangsan FC         |
| 2010     | Gyeongju Citizen | Hwasung Shinwoo Electronics |
| 2011     | Gyeongju Citizen | Yangju Citizen              |
| 2012     | FC Pocheon       | Chuncheon FC                |
| 2013     | FC Pocheon       | Paju Citizen                |
| 2014     | Hwaseong FC      | FC Pocheon                  |
| 2015     | FC Pocheon       | Gyeongju Citizen            |
| 2016     | FC Pocheon       | Cheongju City               |

### Theo câu lạc bộ
| Câu lạc bộ                  | Vô địch              | Á quân               |
| --------------------------- | -------------------- | -------------------- |
| FC Pocheon                  | 3 (2009, 2012, 2013) |                      |
| Gyeongju Citizen            | 2 (2010, 2011)       | 1 (2015)             |
| Yangju Citizen              | 1 (2008)             | 1 (2011)             |
| Hwaseong FC                 | 1 (2014)             |                      |
| Seoul United                | 1 (2007)             |                      |
| Hwasung Shinwoo Electronics |                      | 3 (2007, 2008, 2010) |
| Gwangju Gwangsan FC         |                      | 1 (2009)             |
| Chuncheon FC                |                      | 1 (2012)             |
| Paju Citizen                |                      | 1 (2013)             |
| Cheongju City               |                      | 1 (2016)             |

## Cầu thủ nổi bật
- Cha Gi-Suk (Gyeongju Citizen)
- Cho Hyun-Doo (Yongin FC)
- Hwang Yeon-Seok (Seoul United)
- Jang Dae-Il (Yangju FC)
- Jung Jae-Kwon (Seoul United)
- Lee Byung-Keun (Seoul United)
- Lee Sang-Hun (Yongin FC)

## Nhà tài trợ
- 2007: None
- 2008-2014: Daum
- 2015-: Daum Kakao

## Biểu trưng

2007-10
2011-14
2015-